# Gare de Royat - Chamalières
Pour les articles homonymes, voir Gare de Chamalières.
La gare de Royat - Chamalières est une gare ferroviaire française de la ligne d'Eygurande - Merlines à Clermont-Ferrand, située sur le territoire de la commune de Chamalières, à proximité de Royat, dans le département du Puy-de-Dôme en région Auvergne-Rhône-Alpes.
En tant que « conception typique de l’architecture publique de la fin du XIXe siècle », l'ensemble formé par les marquises, le hall d'entrée et l'abri des voyageurs fait l’objet d’une inscription au titre des monuments historiques depuis le 25 novembre 1994.
C'est une gare de la Société nationale des chemins de fer français (SNCF), desservie par des trains TER Auvergne-Rhône-Alpes.

## Situation ferroviaire
Établie à 456 m d'altitude, la gare de Royat - Chamalières est située au point kilométrique (PK) 501,913 de la ligne d'Eygurande - Merlines à Clermont-Ferrand, entre les gares de Durtol - Nohanent et de Clermont-La Rotonde.

## Histoire
Bien que n'appartenant pas à la même compagnie ferroviaire lors de leur construction la gare de Royat-Chamalières est la copie conforme de la gare de Plombières-les-Bains et Luxeuil-les-Bains, les compagnies étant alors particulièrement attentives au traitement architectural des bâtiments voyageurs des gares de villes d'eaux. Le bâtiment voyageurs et l'abri de quai sont inscrits à l'inventaire des Monuments historiques le 25 novembre 1994.
Jusqu'au 5 juillet 2014, la gare SNCF était aussi desservie par des trains Intercités reliant les gares de Bordeaux-Saint-Jean et Clermont-Ferrand, les vendredis, dimanches et jours fériés en direction de Bordeaux, les vendredis et samedis en provenance de Bordeaux.

## Service des voyageurs

### Accueil
Depuis le 1er mai 2018 le guichet est fermé, c'est donc une halte ferroviaire équipée d'automates pour l'achat de titres de transport TER.

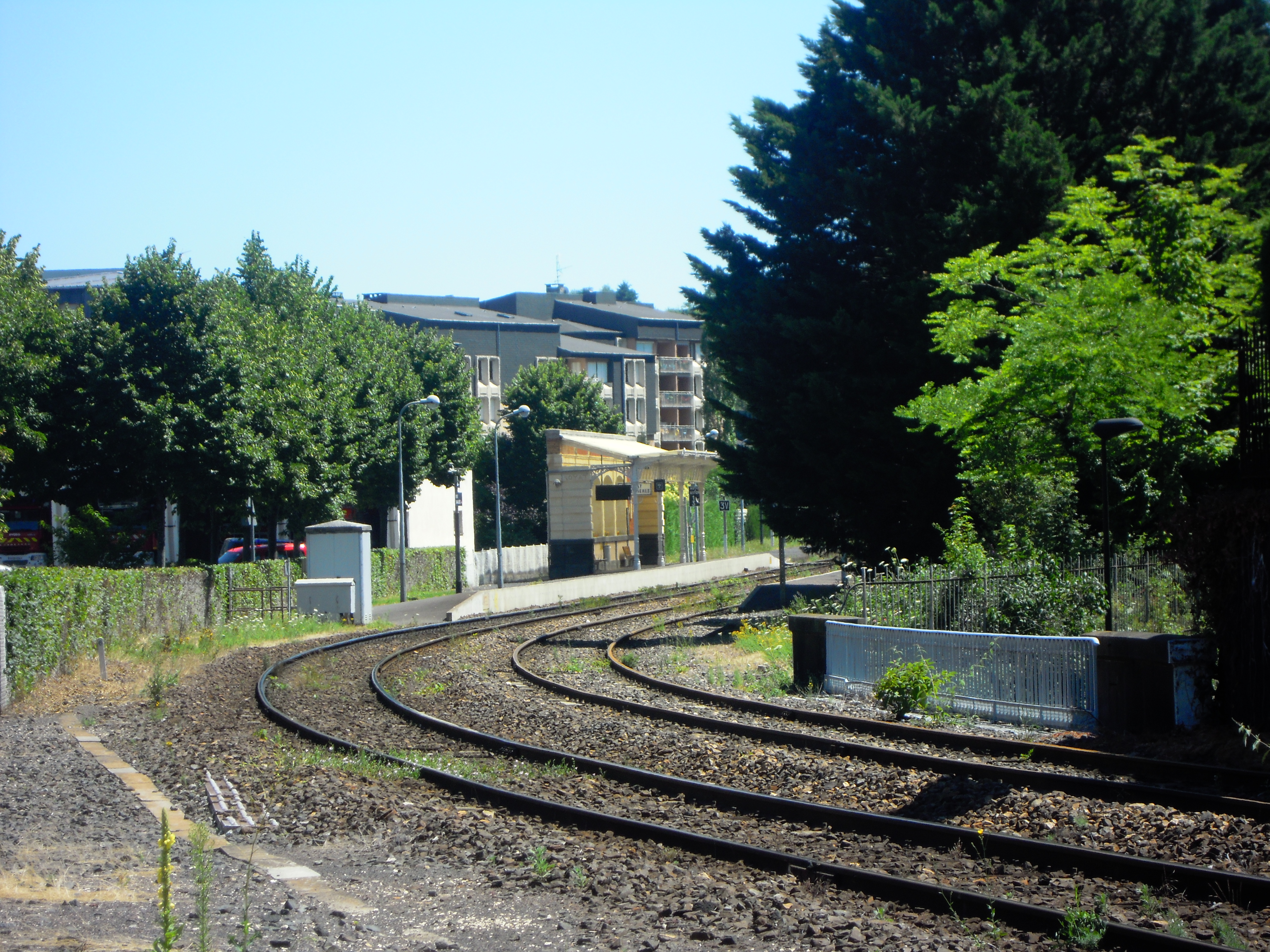
La double voie et l’abri de la gare vus côté Volvic

### Desserte
Royat - Chamalières est une gare régionale, desservie par des trains TER Auvergne-Rhône-Alpes :
- Desserte TER Auvergne-Rhône-Alpes, relations de Clermont-Ferrand à Durtol et Volvic.

### Intermodalité
Un parking pour les véhicules y est aménagé.
Elle est desservie à proximité par quatre lignes du réseau T2C :
- arrêt « Royat Place Allard » pour les lignes B, 5 et 26 (à 500 m environ) ;
- arrêt « Beausite » (ligne 13, à 200 m environ) ;
- arrêt « Landouzy » (lignes 5 et 26, à 300 m environ).